# 1999年至2000年英格蘭足總盃
1999/00球季英格蘭足總盃（英語：FA Cup），是第119屆英格蘭足總盃，今屆賽事的冠軍是車路士，他們在決賽以1:0擊敗阿士東維拉，奪得冠軍。
這是舊溫布萊球場的最後一次舉辦足總盃決賽。

## 外部連結
1. 英格蘭足總盃官網Archive-It的存檔，存档日期2012-04-24
2. 英格蘭足總盃 歷屆冠軍（页面存档备份，存于）